# مارسينيو (لاعب كرة قدم مواليد يونيو 1995)
مارسيو أنطونيو دي سوزا جونيور (8 يونيو 1995 في البرازيل - ) هو لاعب كرة قدم برازيلي يلعب في مركز الجناح لعب سابقاً في نادي الرياض السعودي.

## روابط خارجية
- مارسينيو (لاعب كرة قدم مواليد يونيو 1995) على موقع Soccerway.com (الإنجليزية)